# Província de Dewa

Mapa das províncias japonesas (1868) com a província de Dewa em destaque

Dewa (出羽国, Dewa no kuni) foi uma antiga província do Japão, compreendendo as atuais prefeituras de Yamagata e Akita, exceto as cidades de Kazuno e Kosaka.

## Recorte histórico

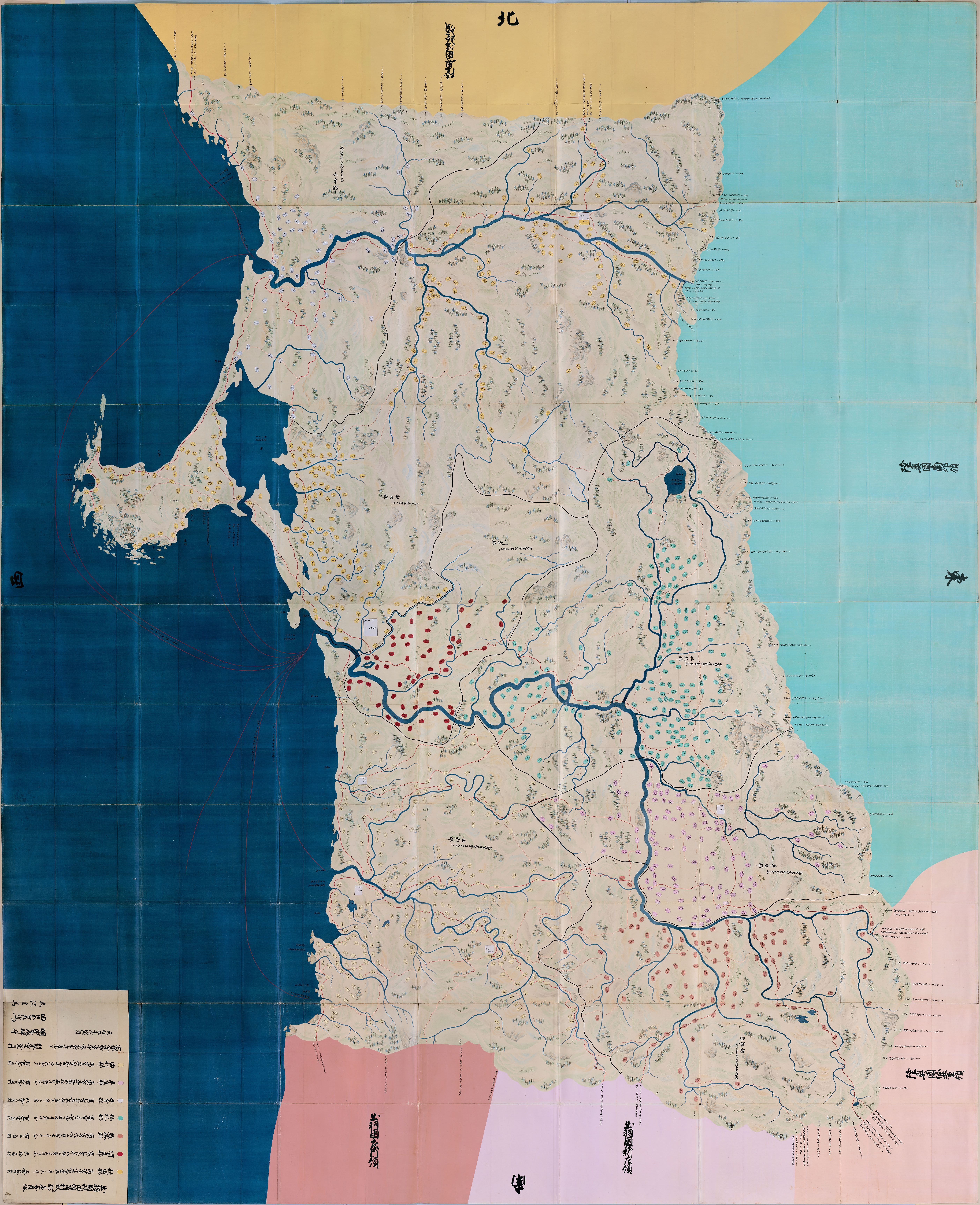
Mapa de uma parte da província de Dewa, 1838

No primeiro ano da era Wadō (708), o território de Dewa-no-kuni foi administrativamente separado da Província de Echigo; e gradualmente estendida para o norte à medida que os japoneses expulsaram os povos nativos do norte de Honshū. 
No 5º ano da era Wadō (712), a Província de Mutsu foi separada de Dewa. O Daijō-kan da Imperatriz Genmei fez mudanças cadastrais no mapa provincial do Período Nara, assim como no ano seguinte a Província de Mimasaka foi separada da Província de Bizen; Hyūga foi desligada da Província de Osumi; e a  Província de Tanba foi separada da Província de Tango.
No Período Sengoku (1467–1573), a parte sul nos arredores de Yamagata era dominada pelo clã Mogami e a parte norte pelo clã Akita, os quais lutaram ao lado de Tokugawa Ieyasu na Batalha de Sekigahara.
No Período Meiji (1868–1912), Dewa foi novamente reorganizada administrativamente, desta vez nas províncias de Uzen e  Ugo antes de serem definitivamente reorganizadas junto com todas as demais províncias para formar o mapa do Japão moderno.

## Kokushi

### Akitajō no Suke
- Adachi Kagemori (1247 - 1248)
- Adachi Yoshikage (1248 - 1253)

### Leitura complementar
- Titsingh, Isaac, ed. (1834). [Siyun-sai Rin-siyo, 1652], Nipon o daï itsi ran; ou, Annales des empereurs du Japon, tr. par M. Isaac Titsingh avec l'aide de plusieurs interprètes attachés au comptoir hollandais de Nangasaki; ouvrage re., complété et cor. sur l'original japonais-chinois, accompagné de notes et précédé d'un Aperçu d'histoire mythologique du Japon, par M. J. Klaproth.  Paris: Oriental Translation Fund of Great Britain and Ireland.--Two copies of this rare book have now been made available online: (1) from the library of the University of Michigan, digitized January 30, 2007; and (2) from the library of Stanford University, digitized June 23, 2006.  Click here to read the original text in French.